# Núbil
Nubilidad o edad núbil es la condición de la persona que ha alcanzado la edad a la que se puede contraer matrimonio según las costumbres vigentes en una sociedad o cultura y a ellas se superpone la legislación, que según el caso atribuye a los contrayentes la capacidad plena del consentimiento o la reserva a los padres, como una parte de la patria potestad. La edad legal para contraer matrimonio suele ser más alta para el varón que para la mujer. Tradicionalmente se ajustaba a la pubertad, que es un concepto fisiológico y no antropológico ni jurídico; y precisamente por eso varía, como las costumbres y la legislación, según las épocas y los lugares. Las cifras generalmente se establecen entre los doce y los dieciocho años, aunque las hay incluso más altas y más bajas.
No debe confundirse con la edad de consentimiento sexual. Tampoco con la edad superior en la que poder contraer matrimonio se entiende como un derecho (por ejemplo, a partir de los 18 años en la práctica totalidad de los países europeos -excepto Andorra y Escocia-) y no como una prohibición a edades inferiores, en las que sí está permitido el matrimonio con algún requisito. Habitualmente se requiere que los padres, o en su caso una autoridad, como puede ser el juez, aprueben el matrimonio cuando el contrayente es menor de edad. También suele vincularse con la emancipación legal.
La Convención sobre el consentimiento para el matrimonio, edad mínima para el matrimonio y registro de matrimonios (resolución de la Asamblea General de la ONU de 7 de noviembre de 1962), ratificada por cincuenta y cinco países, requiere a estos fijar en su legislación una edad mínima para contraer matrimonio, reemplazando las leyes consuetudinarias, religiosas o tribales; y que en caso de conflicto entre la ley de una comunidad religiosa sea inferior, prevalezca la ley del Estado. No obstante, algunas comunidades religiosas no aceptan tal supremacía.
Con anterioridad, la Convención suplementaria sobre la abolición de la esclavitud, tráfico de esclavos e instituciones y prácticas similares a la esclavitud de 1956, con 123 signatarios, obligaba a las partes a adoptar una edad mínima para el matrimonio.

## Francia
Hasta la Revolución francesa, la edad núbil era de 12 años para la mujer y 14 para el varón. La legislación revolucionaria de 20 de septiembre de 1792 elevó el requisito a 13 para la mujer y 15 para el varón. El código Napoleón y la ley de primero de Germinal del año XII (1 de abril de 1804) lo elevó aún más: 15 años para la mujer y 18 para el varón (artículo 144 del Código Civil).
La edad más habitual para el matrimonio en siglo XVIII estaba en torno a los treinta años, ya que la pareja campesina debía establecerse en una casa con tierras o en un oficio antes de plantearse formalizar el matrimonio. En el siglo XIX, con el tránsito a la sociedad industrial, era más habitual obtener la independencia económica a edades mucho más tempranas.
La última modificación de la edad núbil se realizó el 4 de abril de 2006, equiparando la de ambos sexos en los 18 años. La enmienda se votó en el contexto de dos proposiciones de ley contra la violencia conyugal.
En la misma legislación se prevé la concesión de dispensas por "motivos graves", a cargo del procureur de la République.
Es necesario obtener la autorización parental para el caso de que un cónyuge sea menor de edad. El menor que contraiga matrimonio pasa a ser emancipado de pleno derecho
Estadísticamente, en 2013 la edad media del primer matrimonio en Francia fue de 30.6 años para las mujeres y 32.4 años para los varones.) En 2010, las cifras eran respectivamente de 30 y 31.8 años; en 1994 de 26.8 y 28.7 años.

## España
Desde el 23 de julio de 2015 la Ley de Jurisdicción Voluntaria fijó la edad mínima para contraer matrimonio en 16 años. Anteriormente se permitía el matrimonio con 14 años con autorización del juez. En años anteriores a esa última modificación legislativa, desde 1975 hasta 2014, 28.690 personas habían contraído matrimonios con esas características, siendo el año con mayores cifras 1979, con 2.837 uniones de este tipo, casi todas para el caso de la esposa (2.763). Desde entonces, las cifras se habían reducido notablemente, siendo solo 365 personas menores de 16 años las que habían contraído matrimonio en todo el periodo entre 2000 y 2014.
Durante la tramitación parlamentaria de la Constitución Española de 1978 se eliminó la expresión "edad núbil" de la redacción que figuraba en el proyecto, y de cuya condición tautológica advirtió el senador Camilo José Cela ("A partir de la edad núbil, el hombre y la mujer tienen el derecho a contraer matrimonio"), quedando tal como se recoge en el texto definitivo, que sigue en vigor: "Artículo 32 1. El hombre y la mujer tienen derecho a contraer matrimonio con plena igualdad jurídica. 2. La ley regulará las formas de matrimonio, la edad y capacidad para contraerlo, los derechos y deberes de los cónyuges, las causas de separación y disolución y sus efectos."

## Estados Unidos
En la mayor parte de los estados de Estados Unidos, la edad legal para el matrimonio se fija en los 18 años (excepto Nebraska, 19, y Misisipi, 21), pero todos permiten el matrimonio de menores de esa edad, incluso por debajo de los 16 años (sin límite de edad en 25 estados), si existe consentimiento parental o aprobación judicial o alguna otra condición. Entre 2000 y 2010, de los matrimonios considerados "infantiles" (child marriages -con algún cónyuge por debajo de los 18 años-) solo el 14% tenía los dos cónyuges por debajo de esa edad. Un 5‰ de la población entre 15 y 17 años está casada, siendo la cifra superior en los estados del Sur que en los del Norte. Los casos más extremos se dan en Tenessee, donde en el año 2006 tres niñas de diez años se casaron con hombres de 24, 25 y 31 años respectivamente, y un niño de 11 se casó con una mujer de 27.

## México
La Ley general de los derechos de niñas, niños y adolescentes de 2014 establece los 18 como la edad mínima para contraer matrimonio con carácter general, pero permite que las mujeres desde los 14 años y los varones desde los 16 contraigan matrimonio con el consentimiento parental. Además, cada uno de los estados puede legislar más restrictivamente, lo que en los tres años siguientes hicieron 22 de ellos, que ilegalizaron cualquier matrimonio por debajo de los 18 años, mientras que otros 10 estados los consienten bajo ciertas circunstancias (datos de mayo de 2017). Desde el 1 de junio del 2020 la edad mínima para contraer matrimonio en los 32 estados de la república, es de 18 años de edad sin excepciones.

## India
La colonización británica de la India procuró aumentar la edad del matrimonio; la práctica tradicional de matrimonio infantil era muy mal vista por los administradores y misioneros, independientemente de que se tratara de meras ceremonias de compromiso (esponsales) o de matrimonios stricto sensu.
De forma pragmática, se intentó fijar "la edad de consentimiento", es decir, la edad a la que las relaciones sexuales se podían considerar legales, dentro o fuera del matrimonio. Se comenzó estableciendo a los 10 años, en 1860 y se aumentó a los 12 años en 1891, suscitando fuerte oposición de los tradicionalistas hindúes.
Después de la Primera Guerra Mundial se afrontó la propia edad mínima para el matrimonio. Tras varias tentativas infructuosas, en 1927 se planteó el proyecto de ley Sarda Bill, que fijaba el mínimo de 14 años para la mujer y 18 para el varón. En 1929, con el apoyo activo de asociaciones indias de mujeres, se adoptó la Child Marriage Restraint Act, que elevaba las edades a 18 y 21 respectivamente, aunque no se aplicó hasta 1930.

## China
China es el país con límites de edad más altos: 20 años para las mujeres y 22 años para los varones.

## Cristianismo
El derecho canónico de la iglesia católica mantiene la edad mínima en 14 años para la mujer y 16 para el varón (can. 1083 § 1). Las conferencias episcopales pueden adoptar límites superiores (§ 2). En el caso de que las autoridades civiles tengan límites superiores, los cánones remiten el caso al obispo ordinario (can. 1071 § 1 no. 2), que por lo regular no concede el permiso para que el matrimonio eclesiástico se produzca. También se requiere permiso del obispo ordinario en caso de oposición de los padres cuando el contrayente es menor de edad (can. 1071 § 1 no. 6).

### Historia
Inicialmente, el cristianismo continuó las prácticas sociales y el Derecho romano, que requería una edad de 12 años para las mujeres (era muy común para ellas el matrimonio y la maternidad en cuanto llegaban a la pubertad). El Derecho romano exigía el consentimiento paterno para el primer matrimonio de la mujer; circunstancia que cambió en el Bajo Imperio, cuando se permitía a las mujeres mayores de 25 años contraer matrimonio sin el consentimiento paterno. A partir del siglo XII, el Derecho canónico cambió drásticalmente los estándares legales para el consentimiento marital, permitiendo a la mujer desde los 12 años y al varón desde los 14 casarse sin aprobación parental, incluso mediante un matrimonio clandestino. La investigación de archivos parroquiales confirma documentalmente estos casos (particularmente para mujeres de corta edad) a finales de la Edad Media. Graciano aceptaba como edad mínima para el matrimonio la de la pubertad, que establecía entre los 12 y los 14 años, pero también reconocía que niños menores, hasta de siete años, podían dar un consentimiento significativo; otras autoridades defendían que el consentimiento podía darse incluso a edades más tempranas. La efectividad de tales matrimonios dependería de que ninguna de las dos partes anulara el consentimiento antes de su consumación, que en todo caso no se puede realizar antes de alcanzar la pubertad. Así se explican casos de ceremonias registradas como la que tuvo lugar en Bishop's Court (Chester, Inglaterra) en 1564, en la que se casaron John, de tres años, y Jane, de dos. En la Edad Moderna, tanto el catolicismo como el protestantismo y las monarquías europeas, con distinto éxito, procuraron intensificaron el control sobre los matrimonios, considerando inválidos los matrimonios secretos sin consentimiento parental y estableciendo sistemas de publicación de amonestaciones matrimoniales, para que cualquier interesado pudiera alegar impedimentos. La costumbre fue retrasando la edad de los matrimonios. En Inglaterra y Gales, la Marriage Act 1753 establecía la necesidad de una licencia matrimonial, para la que era necesario el consentimiento paterno antes de los 21 años. Aunque las colonias inglesas de América del Norte aplicaban teóricamente la legislación europea, en la práctica eran normales los matrimonios de niñas de menos de doce años.
El modelo de matrimonio eruopeo occidental se fue construyendo a partir de las normas y prácticas eclesiásticas de la cristiandad latina y la evolución del sistema feudal, que conjuntamente incentivaban el incremento de la edad del matrimonio y el mantenimiento de la familia nuclear en perjuicio de los conceptos de familia más extensos. Se prohibió no solo el incesto (un tabú compartido por casi todas las culturas del mundo), sino los matrimonios consanguíneos (consanguinidad que alcanzaba a los primos), una práctica común que permitía mantener los lazos y el poder de los clanes a lo largo de la historia. La prohibición se podía eludir mediante la dispensa, lo que aumentó el poder y la influencia del papado sobre las casas reales (entre las que esta costumbre siguió siendo muy común). También se insistió por las autoridades eclesiásticas en que los matrimonios debían ser libremente consentidos por los contrayentes, prohibiendo los que no expresaran claramente la voluntad positiva (el proverbial "sí, quiero").
En cambio, en la cristiandad oriental europea, las tradiciones eslavas de patrilocalidad implicaban un matrimonio temprano y generalizado (usualmente entre los 12 y los 15 años para la mujer -coincidiendo con la menarquia en torno a los 14 años-); el sistema feudal se introdujo mucho más tardíamente y tuvo menos efecto en los sistemas clánicos, con lo que las prohibiciones del matrimonio entre primos no se establecieron firmemente.

## Islam
En el islam no hay límites para la edad del matrimonio, coincidiendo nubilidad y pubertad según el Corán y la sharia, puesto que las condiciones son de madurez física (bulugh) y mental (rushd), que varían para cada persona. No obstante, las distintas escuelas de jurisprudencia islámica (fiqh) proponen distintas orientaciones: 17 años (para ambos sexos) en la malikí, 15 años (para ambos sexos) en la hanbalí y shafí; 9 para la mujer y 15 para el varón en la jafarí; y 9 para la mujer y 12 para el varón en la hanafí.

## Judaísmo tradicional
La tradición oral del judaísmo tradicional señalaba como edad mínima para el varón 13 años más un día y para la mujer 12 más día, excepto en el caso de que no se muestren signos de pubertad (vello púbico en el varón y menstruación en la mujer), sin los cuales no se puede contraer matrimonio hasta los 20. Tampoco se puede contraer matrimonio si manifiestan signos de impotencia sexual, lo que retrasa la consideración de adulto hasta la edad de 35.